# Золотоворотская улица

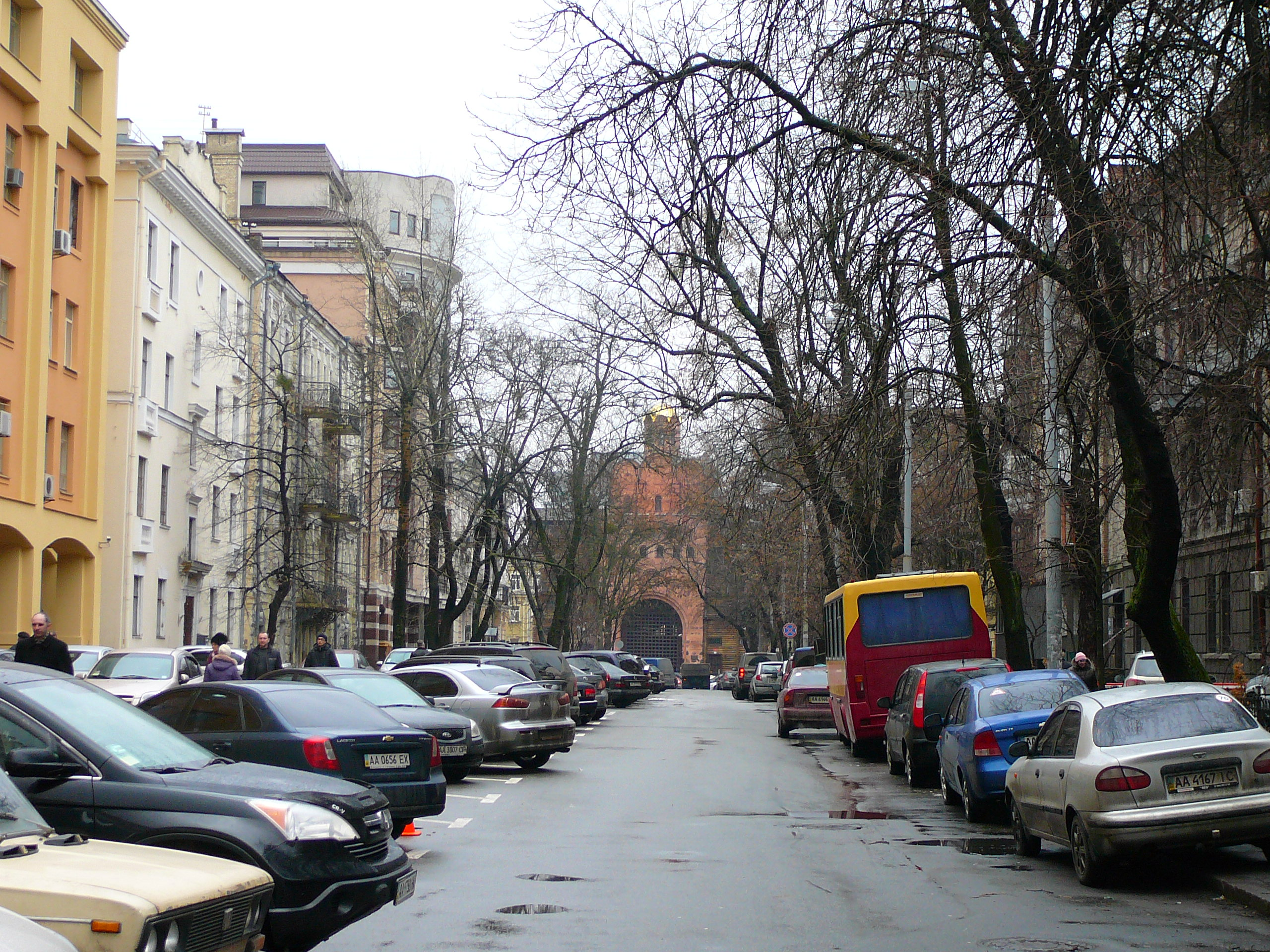
Золотоворотская улица

Золотоворотская улица— улица в городе Киеве. Пролегает от улицы Ярославов Вал до Рейтарской улицы.

## История
Одна из древних Киевских улиц, известна с XI столетия, со времени постройки Золотых ворот — главных въездных ворот древнего Киева — как дорога от них до Софийского монастыря. С конца 18 столетия до 30-х годов XIX столетия вместе с частью современной ул. Владимирской (от Софиевской площади до ул. Рейтарской) и ул. Рейтарской входила в состав ул. Золотой.

## Интересные факты
В январе 2009 года на пересечении улиц Золотоворотской, Рейтарской и Георгиевского переулка был установлен памятник «Ёжику в тумане». Фигура Ёжика выполнена из дерева, колючками послужили шурупы. Он изображён сидящим с узелком на высоком пне.

## Здания
- № 2 — Жилой дом. Построен по проекту архитекторов И. Каракиса и А. Доброволького. (Здание сохранилось со значительными искажениями, такими как: достроен пятый этаж, застеклены ниши, изменение цветовой гаммы и т. д.)

## Транспорт
- Станция метро «Золотые ворота»

### Внешние ссылки
- Золотоворотская улица Архивная копия от 13 марта 2016 на Wayback Machine на сервисе Яндекс.Панорамы.